# Forcipomyia squamigera
Forcipomyia squamigera är en tvåvingeart som beskrevs av Jean-Jacques Kieffer och August Friedrich Thienemann 1916. Forcipomyia squamigera ingår i släktet Forcipomyia och familjen svidknott. Inga underarter finns listade i Catalogue of Life.